# Tuensang
Tuensang es una ciudad situada en el distrito de Tuensang en el estado de Nagaland (India). Su población es de 36774 habitantes (2011). La ciudad se fundó en 1947. 

## Demografía
Según el censo de 2011 la población de Tuensang era de 10371 habitantes, de los cuales 19471 eran hombres y 17303 eran mujeres. Tuensang tiene una tasa media de alfabetización del 91,99%, superior a la media estatal del 79,55%: la alfabetización masculina es del 93,89%, y la alfabetización femenina del 89,82%.